# Nieuwe Noord-Nederlandse Scheepswerven

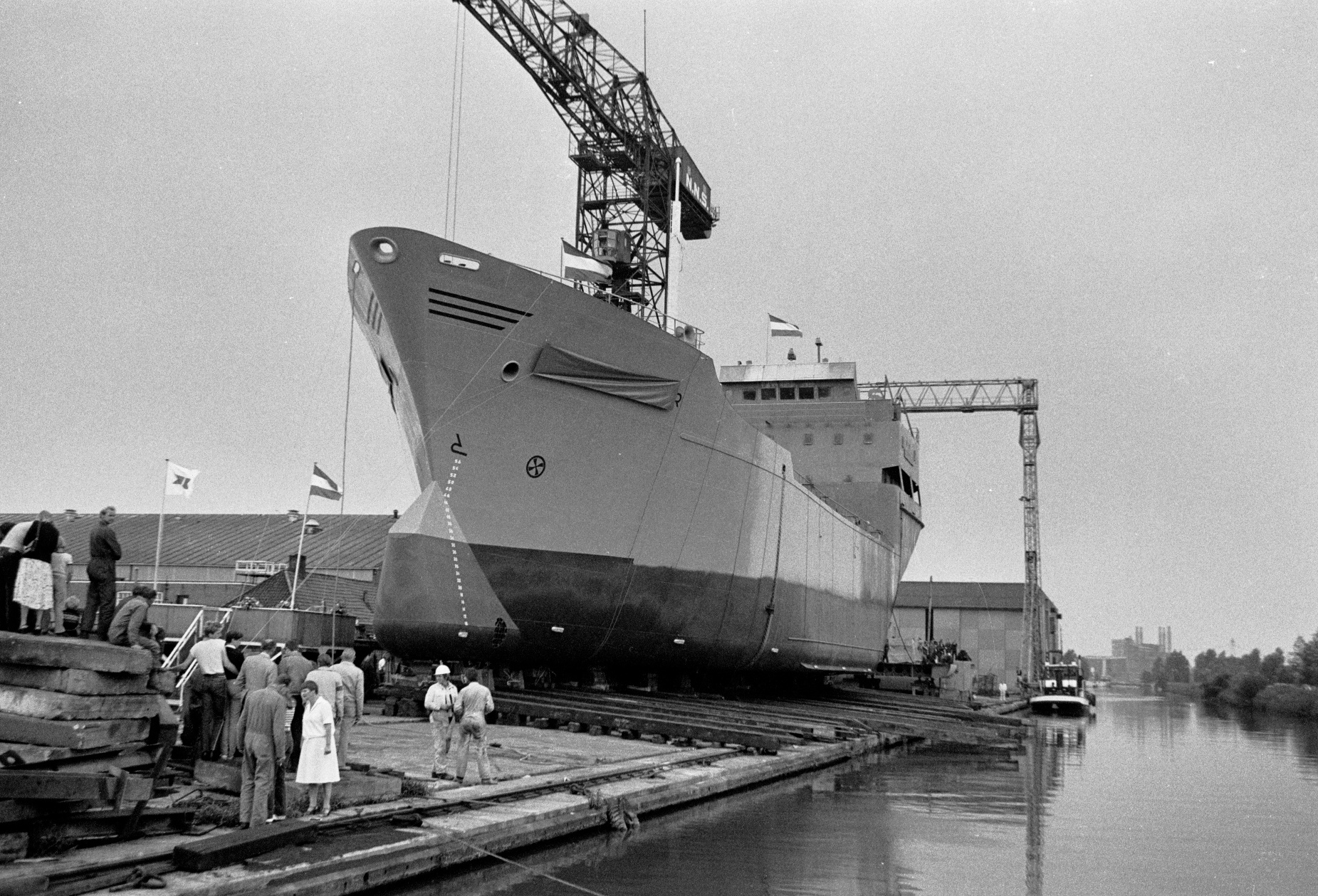
Die Stella Castor, kurz vor dem Stapellauf 1980

Das ehemalige niederländische Schiffbauunternehmen Nieuwe Noord-Nederlandse Scheepswerven NV (NNNS) in Groningen entstand 1964 aus den Werften Noord-Nederlandse Scheepswerven, der Scheepsbouw Unie und der Scheepswerf “Gideon” und bestand bis 1986.

## Geschichte
Die Wurzeln des Schiffbaubetriebs gehen auf mehrere kleinere Werften am Winschoterdiep und dem Hoornsediep zurück.
- Im Jahr 1900 begründete der Schiffbauer Johannes Drewes, der bereits 1898 eine Werft in Zuidbroek betrieb, eine neue Werft am Winschoterdiep. Aus dieser Werft ging 1939 die Scheepsbouw Unie N.V. hervor.
- Zum 1. November 1901 pachtete J.Th. Wilmink die Schiffszimmerei von Hund Gebhard und übernahm diese 1910 als Eigentümer. Später als J. Th. Wilmink & Co. firmierend schloss der Betrieb 1932. Das Betriebsgelände wurde ab 1937 an die Noord Nederlandse Scheepswerven (NNS) verpachtet.
- 1917 gründete J. Koster HZN seine Werft “Gideon” am Winschoterdiep, die unter anderem 1924 die Gideona, das erste niederländische Kümo mit Kreuzerheck und 1931 das Seefahrtschulfahrzeug Prinses Juliana ablieferte.
- 1923 nahm die Werft “De Noordster” ihren Betrieb am Hoornsediep in Groningen auf. 1927 wurden die Nachbarwerft W. de Jong und der Holzhandel Woerlee von “Noordster” übernommen, woraufhin der Betrieb als Werft “De Eendracht” weitergeführt wurde. Im Jahr 1937 veräußerte man “De Eendracht” nach zehn Betriebsjahren 1937 an Kerstholt und pachtete die ehemalige Schiffswerft J. Th. Wilmink am Winschoterdiep.

Ab 1939 firmierte der Betrieb als Noord-Nederlandse Scheepswerven (NNS). 1964 entstand durch den Zusammenschluss der beiden nebeneinander am Winschoterdiep gelegenen Betriebe Noord-Nederlandse Scheepswerven und Scheepsbouw Unie die Nieuwe Noord-Nederlandse Scheepswerven BV, der sich im selben Jahr auch die benachbarte Werft „Gideon“ anschloss. Nachdem das Unternehmen Anfang 1986 in finanzielle Schwierigkeiten geraten war, erklärte es sich am 14. März 1986 zahlungsunfähig und wurde danach geschlossen.